# Miguel Enríquez

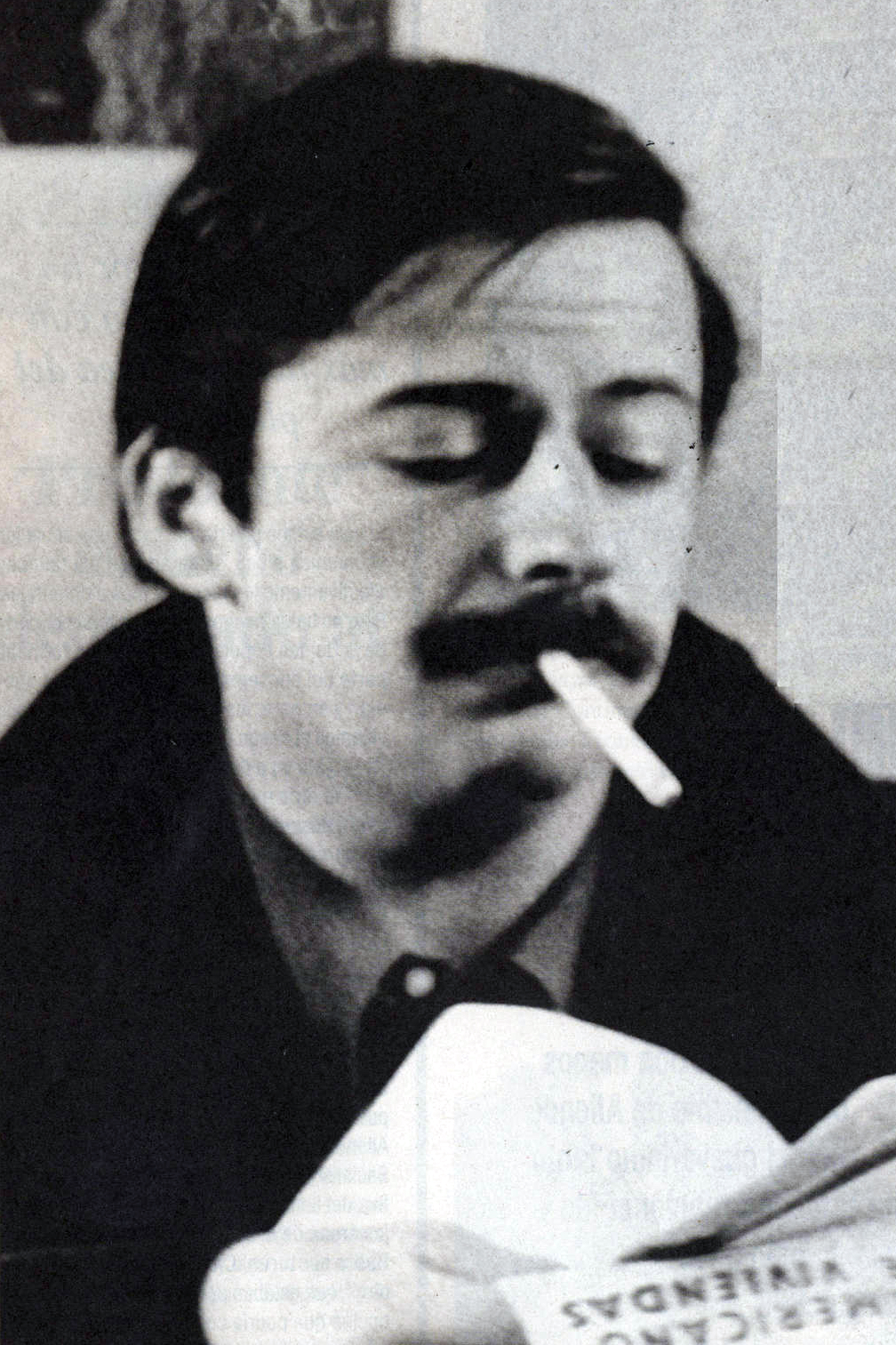
Miguel Enriquez.

Miguel Enríquez Espinosa, född 27 mars 1944 i Talcahuano, död 5 oktober 1974 i Santiago de Chile, var en chilensk läkare och politiker. Från 1967 till sin död 1974 var Miguel Enríquez generalsekreterare för det marxist–leninistiska partiet Movimiento de Izquierda Revolucionaria (MIR).

## Biografi
Miguel Enríquez var son till Edgardo Enríquez Frödden, som var rektor vid Universidad de Concepción 1969–1972 samt utbildningsminister i Salvador Allendes regering 1973. Efter militärkuppen i september 1973 ledde och organiserade Enríquez motståndet mot diktatorn Augusto Pinochet. Efter ett års sökande och en intensiv och brutal jakt på vänsteroppositionella som kännetecknades av mycket grova och omfattande människorättsbrott från militärregimens sida, upptäcktes hans gömställe i San Miguel, en förort till Santiago, av underrättelsetjänsten DINA. 5 oktober 1974 omringades hans hus av hundratals DINA-agenter, pansarfordon och helikoptrar. Enríquez vägrade att överlämna sig, och dödades under granatattackerna mot huset.
Efter Enríquez död gick hans familj i exil i Frankrike. Hans son, Marco Enríquez-Ominami, är dokumentärfilmare och politiker, och har kandiderat till presidentposten I Chile flera gånger sedan 2009.